# Mandy Musgrave
Mandy Musgrave (Orlando, 19 settembre 1986) è un'attrice statunitense.
È famosa soprattutto per il suo ruolo nel telefilm americano A sud del Paradiso, dove è doppiata da Perla Liberatori.

## Biografia
I genitori di Mandy divorziarono quando la ragazza aveva due anni, ed entrambi si risposarono due anni dopo. La ragazza ha una sorella gemella di nome Jamie, e si è diplomata nel 2004. Inoltre ama giocare a pallavolo, a softball e adora correre e cantare.

## Carriera
Mandy ha sempre avuto una grande passione per la recitazione, infatti sin da bambina il suo sogno è sempre stato quello di diventare un'attrice famosa come sua nonna Rosita Thompson.
Nella serie TV americana A sud del Paradiso interpreta Ashley Davies.

### Cinema
- Pope Dreams - film del 2006 diretto da Patrick Hogan
- 16 to Life - film del 2009 diretto da Becky Smith
- Windsor Drive - film del 2013 diretto da Natalie Bible
- Girltrash: All Night Long - film del 2014 diretto da Alexandra Kondracke

### Televisione
- I giorni della nostra vita - serie tv dal 2004 al 2005 (195 episodi)
- A sud del Paradiso - serie tv dal 2005 al 2008 (43 episodi)
- Danny is Detour of Life - film tv diretto da Bryan Moore del 2008
- Cowgirl Up - serie tv del 2011 (6 episodi)
- Girltrash! - web serie del 2007 diretto, creato e scritto da Angela Robinson (11 episodi)

## Doppiatrici italiane
Nelle versioni in italiano delle opere in cui ha recitato, Jennifer Blanc è stata doppiata da:
- Maria Letizia Scifoni in CSI - Scena del crimine[1]
- Perla Liberatori in A sud del Paradiso[2]